# Isabelle Arsenault
Pour les articles homonymes, voir Arsenault.
 (novembre 2018).
Isabelle Arsenault, née le 6 février 1978, est une illustratrice et autrice québécoise. Elle écrit et dessine plus particulièrement des illustrations de livres jeunesse.

## Biographie
Isabelle Arsenault a fait ses études à l’UQÀM en design graphique. Elle se démarque et se distingue en remportant un prix d’illustration dans la catégorie étudiante. Grâce à cette récompense, sa carrière en illustration éditoriale prend rapidement essor.
Le prix Ragazzi de la Foire du livre de jeunesse de Bologne, dans la catégorie livre d'art, lui a été accordé en 2017 pour l'album Une berceuse en chiffon.
En 2018 et 2020, elle est l'artiste sélectionnée pour représenter son pays, le Canada, pour le Prix Hans-Christian-Andersen, dans la catégorie Illustration, prix international danois.
De 2021 à 2023, elle est sélectionnée trois années d'affilée pour le prestigieux prix suédois, le Prix commémoratif Astrid-Lindgren.

## Publications
Illustrations de livres jeunesse
- Marie-Danielle Croteau, Le Cœur de Monsieur Gauguin, Les 400 coups, 2004.
- Raymond Plante, Pas sérieu, Les 400 coups, coll. « Style libre », 2006  (ISBN 978-2-89540-311-1).
- (en) Emily Dickinson, My Letter to the World and Other Poems, Kids Can Press, 2010.
- Kyo Maclear, Fourchon, La Pastèque, 2011.
- (en) Maxine Trottier, Migrant, Groundwound Books, 2011.
- (en) Kyo Maclear, Virginia Wolf, Kids Can Press, 2012.
- (en) Alpha, Walker Books, 2015.
- (en) Jean E. Pendziwol, Once Upon a Northern Night, Walker Books, 2015.
- (en) Amy Novesky, Cloth Lullaby - The woven life of Louise Bourgeois, Abrams, New York, États-Unis, 2016. Album biographique sur la plasticienne française Louise Bourgeois (1911-2010).
  - Traduit en français sous le titre Une berceuse en chiffons : La Vie tissée de Louise Bourgeois, La Pastèque, 2016.
- (en) Timothée de Fombelle, Capitaine Rosalie, Gallimard Jeunesse, 2018.
- (en) Carter Higgins, A story is to share, Abrams, New York, États-Unis, 2022. 
  - Traduit en français sous le titre Une histoire, c'est pour partager, La Pastèque, 2022.
- (en) Jonathan Stutzman, The mouse who carried a house on his back, CandleWick Press, États-Unis, 2022.  
  - Traduit en français sous le titre La souris qui portait une maison sur son dos, 2022
    - Scholastics (USA et Canada)
    - Éditions des Élephants (Ailleurs dans le monde)

Bande dessinée
- Jane, le Renard et Moi (dessin), avec Fanny Britt (scénario), La Pastèque, 2013  (ISBN 978-2-923841-32-8).
- « Plumes et Bitume », dans La Pastèque, 15 ans d'édition, 2014.
- Louis parmi les spectres (dessin), avec Fanny Britt (scénario), La Pastèque, 2016  (ISBN 978-2-89777-000-6).
- L'Oiseau de Colette, La Pastèque, 2017[6]  (ISBN 978-2-89777-015-0).
- La Quête d'Albert, La Pastèque, 2019  (ISBN 978-2-89777-056-3).
- La Scène de Maya, La Pastèque, 2021  (ISBN 978-2-89777-101-0).
- Truffe (dessin), avec Fanny Britt (scénario), La Pastèque, 2022  (ISBN 978-2-89777-108-9).

## Prix et distinctions
- 2005 : Prix du Gouverneur général de la littérature jeunesse de langue française (illustration) avec Le Cœur de Monsieur Gauguin
- 2012 : 
  - Prix du Gouverneur général de la littérature jeunesse de langue anglaise (illustration) avec Virginia Wolf
  - Prix Bédélys Québec pour Jane, le Renard et Moi (avec Fanny Britt)
  - Prix Réal-Fillion pour Jane, le Renard et Moi (avec Fanny Britt)
- 2013 : 
  - Prix du Gouverneur général de la littérature jeunesse de langue française (illustration) avec Jane, le Renard et Moi[7]
  - Prix Joe Shuster de la meilleure dessinatrice pour Jane, le Renard et Moi
  - Prix du livre jeunesse des bibliothèques de Montréal pour Jane, le Renard et Moi (avec Fanny Britt)[8]
- 2014 : (international) « Honour List »[9] de l' IBBY pour ses illustrations de Virginia Woolf
- 2017 : 
  - Prix ACBD-Québec pour Louis parmi les spectres, avec Fanny Britt[10]
  -  Prix Braw on Art de la Foire du livre de jeunesse de Bologne[11] pour Une berceuse en chiffons : la vie tissée de Louise Bourgeois (avec Amy Novesky)
  - Prix illustration jeunesse[12] pour ses illustrations de  Louis parmi les spectres
- 2018 : Prix des libraires du Québec catégorie Jeunesse[13], pour L'Oiseau de Colette
- 2018 et 2020 :  Sélection Canada du Prix Hans-Christian-Andersen, dans la catégorie Illustration[3],[4]
- 2019 :  Prix Urhunden du meilleur album étranger pour Louis parmi les spectres (avec Fanny Britt)[14]
- 2020 : Prix des écoles au Festival d'Angoulême 2020 pour La Quête d’Albert[15]
- 2022 :
  - Prix des libraires du Québec catégorie Québec - BD Jeunesse[16] pour Truffe, avec Fanny Britt
  - Finaliste Prix BD du Salon du livre de Trois-Rivières[17], catégorie BD Jeunesse, pour Truffe, avec Fanny Britt
- 2021 à 2023 :  Sélection pour le Prix commémoratif Astrid-Lindgren[5] trois années d'affilée